# Lavoir Nord (Oyrières)
Le lavoir Nord d'Oyrières est un lavoir situé à Oyrières, en France.

## Description
Le lavoir est construit directement sur le ruisseau des Écoulottes qui traverse le bassin de lavage, retenu par un petit barrage.
C'est un bâtiment fermé sur trois cotés avec la façade ouverte et agrémentée de dix colonnes en pierre pour soutenir le toit.

## Localisation
Le lavoir est situé sur la commune d'Oyrières, dans le département français de la Haute-Saône.

## Historique
Le lavoir a été édifié en 1845-1846 sur les plans des architectes Delanne et Christophe Colard
L'édifice est inscrit au titre des monuments historiques en 1986.